# Juan Álvarez Mendizábal
Juan de Dios Álvarez Mendizábal, nato Álvarez Méndez (Chiclana de la Frontera, 25 febbraio 1790 – Madrid, 3 novembre 1853), è stato un politico ed economista spagnolo, figura di spicco della Massoneria.

## Biografia
Figlio di Rafael Álvarez Montañés, commerciante, e di Margarita Méndez, imparò le lingue moderne e ricevette una formazione commerciale nel negozio paterno. Durante la Guerra d'indipendenza spagnola, prestò servizio nell'Esercito del Centro e essendo stato fatto prigioniero in due occasioni, riuscì a fuggire in entrambe. Il 21 febbraio 1812 sposò Teresa Alfaro e da allora decise di cambiare il suo secondo cognome, Méndez, con Mendizábal, per occultare l'origine probabilmente ebrea dei Méndez, secondo l'opinione generale.
Entrò in contatto con Vicente Bertrán de Lis, da cui accettò un impiego, divenendo poco dopo suo socio. Commissario di guerra onorario nel 1817. Dal 1819 si incaricò degli approvvigionamenti dell'esercito di Andalusia, il che gli permise di prosperare e lo pose in contatto con i rivoluzionari liberali, sicché divenne uno di loro. Fu massone, membro della Loggia Taller Sublime di Cadice insieme con Francisco Istúriz e Antonio Alcalá Galiano e membro del Supremo consiglio del Rito scozzese antico ed accettato di Spagna. Anticipò denaro (che si fece ripagare) per la cospirazione di Rafael del Riego e si unì alla sua truppa dal 27 gennaio al 4 marzo 1820. Si dedicò quindi all'importazione di tartarughe marine da Birmingham per fabbricare pettini. Durante la fuga delle Cortes di Cadice nel 1823, Mendizábal organizzò il trasferimento e vettovagliò ciò che rimaneva dell'esercito e si occupò anche dell'intendenza di Cadice assediata. Il 30 settembre dello stesso anno fuggì a Gibilterra. Condannato a morte dall'assolutista Ferdinando VII come tanti altri, emigrò a Londra, dove entrò in prigione per debiti, sebbene presto riuscì ad emergere negoziando l'importazione di vini spagnoli. A Londra consolidò una rete di amici e soci che nel futuro gli risulteranno molti utili. I suoi traffici lo condussero in Francia nel 1828 e nel 1830.
Intervenne nel finanziamento della spedizione di Vera nel 1830 d'accordo con Ardouin e altri finanzieri. In seguito intervenne anche nel finanziamento e organizzazione della Guerra civile portoghese, ovviamente nelle file liberali. Finanziò pure una formazione militare in Belgio. Nel 1834 il conte di Toreno lo invitò a tornare in Spagna e fu nominato ministro delle Finanze il 15 giugno 1835, giungendo alla Presidenza del Governo al posto dello stesso Toreno il 25 settembre. Sebbene implicato nella "rivoluzione delle giunte", negoziava semisegretamente anche con le giunte di Andújar, di Barcellona, con Francisco Javier de Istúriz, Antonio Alcalá Galiano, José Canga Argüelles e con il Conte de las Navas.
Il partito di Mendizábal non era popolare, nonostante la fama che gli diedero i decreti di desamortización del 19 febbraio e dell'8 marzo 1836, la cosiddetta Desamortización di Mendizábal, che confiscò le proprietà improduttive, ecclesiastiche e degli ordini religiosi, non a vantaggio del popolo, come era intenzione di Mendizábal, ma a vantaggio dell'oligarchia dei possidenti terrieri, per cui si precluse la formazione di una borghesia che avrebbe potuto arricchire il paese, redimendo i latifondi improduttivi.
Per evitare che le proprietà passassero al popolo si divisero le proprietà in grandi lotti che i piccoli proprietari non potevano permettersi. Mendizábal non gestì lo sviluppo del progetto, poiché la reggente Maria Cristina di Borbone-Due Sicilie lo depose il 15 maggio 1836, meno di un anno dall'ascesa al potere, benché tornò ad essere ministro delle Finanze con José María Calatrava dopo la rivoluzione del 1836.
Un'altra riforma importante fu la redenzione delle quintas, con la quale si dava ai borghesi la possibilità di pagare per evitare ai figli la leva militare obbligatoria. Questo provvedimento favorì le classi agiate e fu un passo indietro rispetto alla dottrina liberale dell'uguaglianza.
Già nel 1835 Mendizábal era stato eletto procuratore di Gerona, ma nel 1836 lo fu di Barcellona, Granada, Pontevedra, Malaga, Cadice e Madrid (scelse Cadice), il che può dare l'idea del suo potere. Di nuovo nel 1836-1837 e nel 1838-1839 fu deputato di Madrid. Nel 1839, eletto deputato di Madrid, Albacete e Murcia, optò per Murcia. Fu deputato di Madrid nel 1840; e anche nel 1841, in cui fu eletto anche per Albacete, Avila, Murcia, Cadice e Toledo. Quando si discusse la reggenza per minorità di Isabella II, si dichiarò a favore della reggenza tripla contro Baldomero Espartero, cioè militò nel partito dei "Trinitarios". Rappresentò Madrid nella prima legislatura del 1843 e nello stesso anno tornò ad essere ministro delle Finanze, ma la controrivoluzione lo costrinse a riparare in Francia, da dove non rientrò prima del 1846. Fu ancora deputato di Madrid fra il 1846 e il 1850.